# Министерство транспорта и инфраструктуры Румынии
Министерство транспорта и инфраструктуры Румынии (рум. Ministerul Transportutilor şi Infrastructurii) — специализированный орган центрального государственного управления Румынии, который устанавливает транспортную политику на национальном уровне, разрабатывает стратегию и конкретные положения по развитию и гармонизации транспортной деятельности в рамках общей политики правительства и представляет государственную власть в области транспорта, которую осуществляет непосредственно или через специализированные технические органы, подчиненные государственные учреждения, подразделения, действующие под его руководством или при его координации, или уполномоченные коммерческие компании. Действующий министр — Сорин Гриндяну (с 25 ноября 2021).

## История
Было создано 22 января 1862 года под названием «Министерство общественных работ». Первым главой Министерства был Димитрие Корня.
В 2008 году Министерство транспорта было реорганизовано в Министерство транспорта и инфраструктуры.

### Количество сотрудников
- 2009 год — 894;
- 2010 год — 438;
- 2014 год — 372.

## Подчинённые ведомства и учреждения
- Румынский аэроклуб
- Румынское агентство по спасанию на море
- Клиническая больница № 1 (Бухарест)
- Больница общего профиля № 2 (Бухарест)
- Клиническая больница (Яссы)
- Клиническая больница (Клуж-Напока)
- Клиническая больница (Тимишоара)
- Больница общего профиля (Плоешти)
- Больница общего профиля (Галац)
- Клиническая больница (Констанца)
- Больница общего профиля (Брашов)
- Больница общего профиля (Пашкани)
- Больница общего профиля (Симерия)
- Клиническая больница (Орадя)
- Клиническая больница (Крайова)
- Больница общего профиля (Сибиу)
- Больница общего профиля (Дробета-Турну-Северин)
- Спортивный клуб «Рапид»
- Агентство общественного здравоохранения
- Румынское управление гражданской авиации
- Колледж гражданской авиации
- Румынский центр обучения и повышения персонала военно-морского транспорта
- Румынская морская администрация
- Румынское железнодорожное управление
- Управление безопасности на железных дорогах Румынии[3]
- Администрация автодорог Румынии
- Квалификационно-учебный центр Национальной железной дороги
- Национальное общество железных дорог Румынии
- Национальная железнодорожная компания
- Национальная компания «Международный аэропорт имени Анри Коанды»
- Национальная компания «Международный аэропорт Бухарест Бэняса имени Ауреля Влайку»
- Национальная компания «Международный аэропорт имени Михаила Когэлничану»
- Национальная компания «Международный аэропорт имени Траяна Вуя»
- Администрация обслуживания воздушного движения
- Национальная компания румынского воздушного транспорта
- Национальная компания «Морская администрация портов Дуная»
- Национальная компания магистралей и национальных дорог в Румынии
- Научно-исследовательский институт транспорта